# Groma

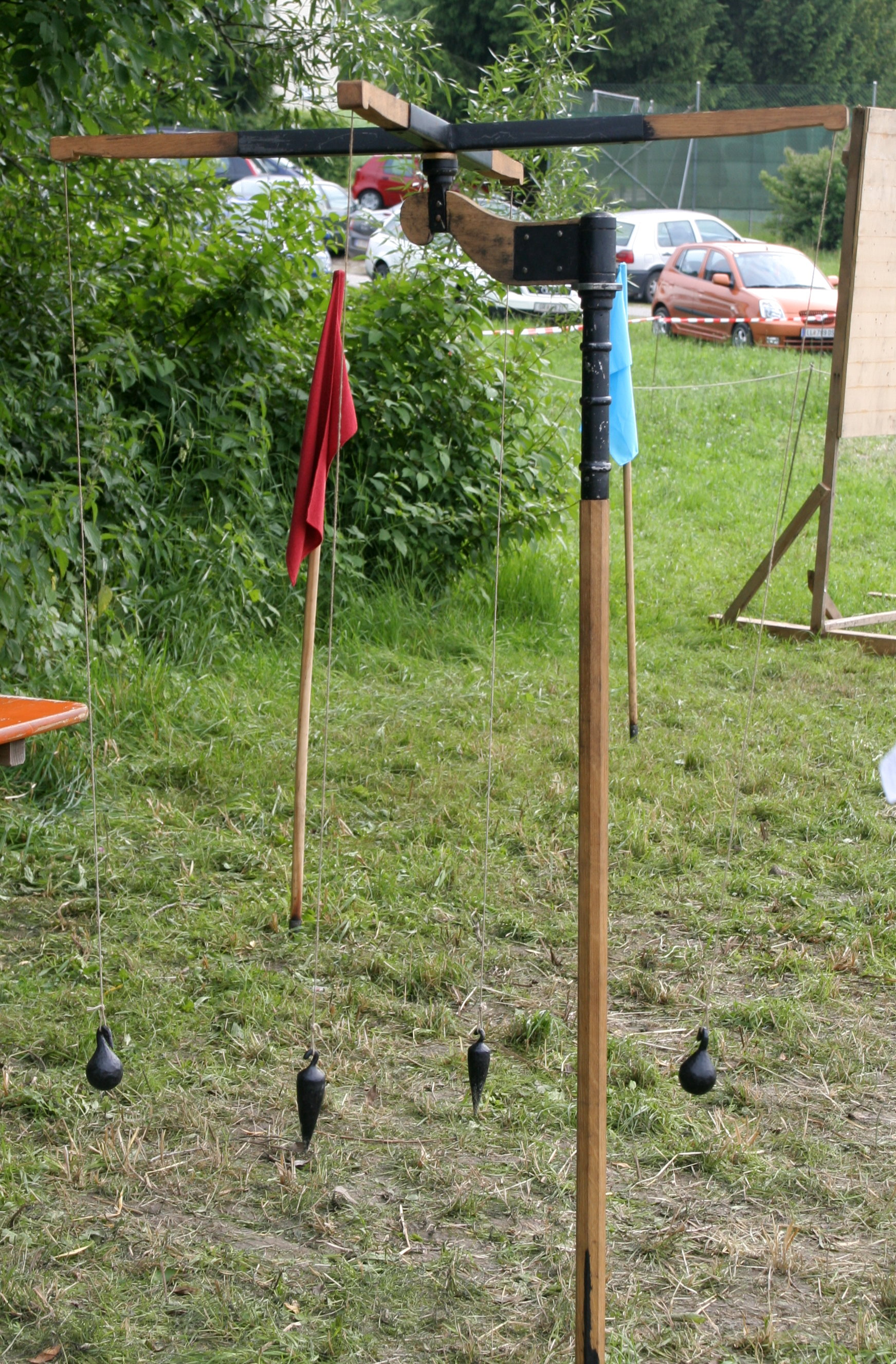
Een groma

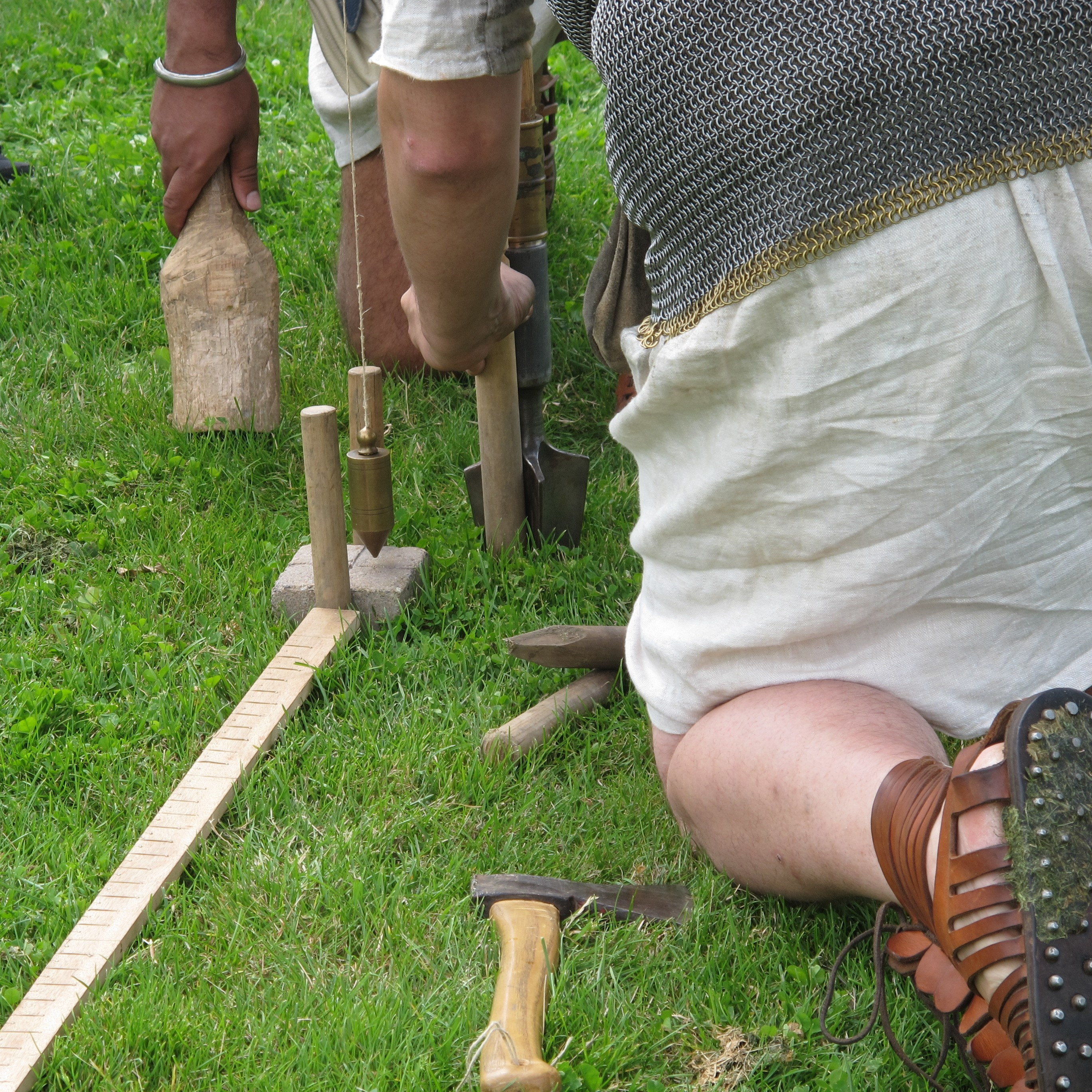
Het opstellen van de groma in de oost-west richting

De groma (ook wel gruma) (van het Griekse gnomon γνόμων "wijzer") was het belangrijkste Romeinse landmeetkundig instrument. Het bestond uit een ongeveer tweeënhalf meter lange staf, met daaraan vier horizontale haaks op elkaar geplaatste armen bevestigd. Onder elke arm en onder de as van het gevormde kruis werden met een draad loden gewichten (perpendicula) aangebracht. Het werd gebruikt om rechte lijnen en haakse hoeken uit te zetten, waarmee dus ook vierkanten en rechthoekige afbakeningen gemaakt konden worden. Het werktuig werd gebruikt bij de aanleg van Romeinse wegen en in de stedenbouwkunde. De groma liet toe om ook op geaccidenteerd terrein een stratenplan met loodrechte hoeken uit te meten. Het instrument had als nadeel dat het gevoelig was aan de wind.
Het centrum van een Romeins militair kamp werd ook groma genoemd; dit was het centrale punt vanwaaruit het kenmerkende ruitpatroon van een kamp werd uitgelegd.
Hetzelfde geldt voor de stadscentra van nieuw aangelegde Romeinse plaatsen; de groma was het punt vanwaaruit de gromatici of agrimensores de ligging van de cardo en decumanus bepaalden.
Het instrument stamt uit Mesopotamië, vanwaaruit de oude Grieken het in de 4e eeuw v.C. in het Westen introduceerden.